# Енергія (ракета-носій)
Енергія (індекс 11К25) — радянська ракета-носій надважкого класу, розроблена РКК «Енергія». Була однією з найпотужніших ракет у світі. На 2010 рік — єдина радянська ракетна космічна система, що використовувала як паливо рідкий водень на всіх етапах виведення корисного вантажу на навколоземну орбіту.

## Основні відомості
Була створена як універсальна перспективна ракета для виконання різних завдань:
- Носій для БТКК Буран;
- Носій для забезпечення пілотованих і автоматичних експедицій на Місяць і Марс;
- Для запуску орбітальних станцій нового покоління;
- Для запуску надважких геостаціонарних супутникових платформ;
- Для запуску важких військових вантажів.

## Характеристика
Роботи за програмою «Енергія-Буран» почалися в 1976 після закриття програми Н-1.
Ракета виконана за двоступеневою пакетною схемою. Перший ступінь складається із чотирьох бічних блоків з киснево-гасовими чотирикамерним двигунами РД-170, що повертаються на Землю за допомогою парашутів. Ресурс модулів першого ступеня становить близько 10 запусків. Блоки є модифікованою версією першого ступеню ракети-носія «Зеніт-2».
Другий ступінь оснащений чотирма киснево-водневими двигунами РД-0120 і є тримальною конструкцією. Використовується бічне кріплення вантажу.
Стартова маса «Енергії» — близько 2 400 тонн. Ракета (у варіанті з чотирма бічними блоками) здатна вивести на орбіту близько 100 тонн корисного вантажу, в 5 разів більше, ніж носій «Протон». Можливі, але не були випробувані також варіанти компонування з двома («Енергія-М»), з шістьма і з вісьмома («Вулкан») бічними блоками, останній — з рекордною вантажністю до 200 тонн.
Головним розробником ракети було підмосковна РКК «Енергія», виробництво здійснювалося на Куйбишевському заводі «Прогрес». Блоки ракети доставлялися на спеціальному літаку-транспортувальники ВМ-Т з аеродрому Безім'янка на космодром Байконур (на аеродром «Ювілейний»), де у монтажно-випробувальному корпусі (МВК) на майданчику 112 здійснювалася збірка ракети і підготовка до пуску.
Було виконано лише два пуски цього унікального комплексу:
- 15 травня 1987 з експериментальним навантаженням: супутник «Полюс» (масогабаритних макет «Скіф-ДМ», прототип орбітальної лазерної платформи), не виведено на орбіту через збій системи орієнтації самого КА;
- 15 листопада 1988 у складі комплексу МТКК «Буран».

На початку 1990-х роботи за програмою «Енергія-Буран» були припинені. До моменту остаточного закриття програми (1993) на космодромі «Байконур» у різній стадії готовності знаходилися не менше п'яти ракет-носіїв «Енергія». Дві з них у незаправленому стані до 2002 року зберігалися на космодромі Байконур і були власністю Казахстану; були знищені 12 травня 2002 під час обвалення даху монтажно-випробувального корпусу на майданчику 112. Три знаходилися на різних стадіях будівництва на стапелях НВО «Енергія» (нині РКК «Енергія»), але після закриття робіт конструкції були знищені, а вже виготовлені корпуси ракет або розрізані, або викинуті на задній двір підприємства, де довгий час продовжували там перебувати.

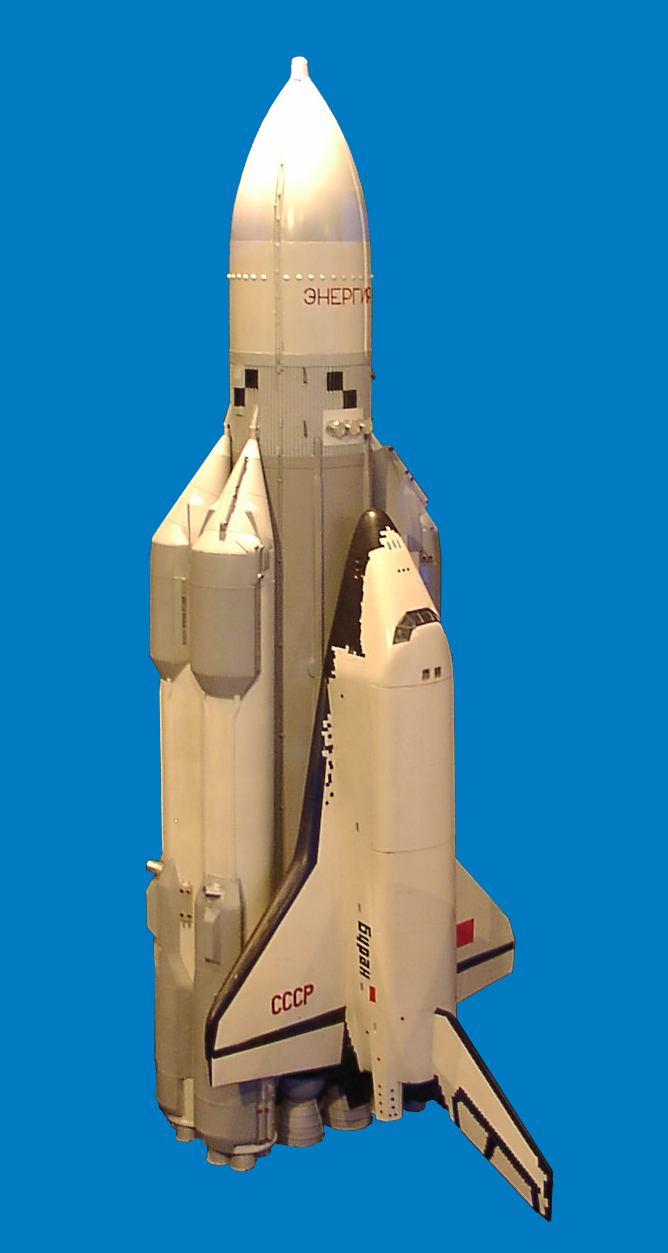
Макет ракети-носія «Енергія» з БТКК Буран

Попри припинення експлуатації цього носія, технології, розроблені для «Енергії», використовуються і в даний час: двигун бічних блоків «Енергії» РД-170, найпотужніший (станом на 2014) рідинний двигун в історії космонавтики, використовується (під позначенням РД-171) на першому ступені ракети-носія «Зеніт-2» (у тому числі у проєкті «Морський старт»), а двигун РД-180, спроєктований на основі РД-171 — в американській ракеті Атлас−5.

## Модифікації

### Енергія-М
«Енергія-М» була найменшою ракетою сімейства, зі зменшеною приблизно втричі вантажністю щодо РН «Енергія», тобто з вантажністю 30-35 тонн на НОО.
Число бічних блоків було зменшено з чотирьох до двох, замість чотирьох двигунів РД-0120 на центральному блоці був встановлений тільки один. У 1989–1991 роках проходили комплексні випробування, планувався запуск 1994 року. Проте в 1993 році «Енергія-М» програла державний конкурс (тендер) на створення нової важкої ракети-носія; за підсумками конкурсу було віддано перевагу ракеті-носію «Ангара» (перший запуск відбувся 9 липня 2014). Повнорозмірний, з усіма складовими компонентами макет ракети зберігався на Байконурі.

### Вулкан
Найбільш важка модифікація: її стартова маса становила 4747 тонн. Використовуючи вісім бічних блоків і центральний блок «Енергії-М» як останній ступінь, ракета «Вулкан» (ця назва збігалася з назвою іншої радянської важкої ракети, розробка якої була скасована за кілька років до цього) або «Геркулес» (що збігається з проєктним ім'ям важкої ракети-носія РН Н-1) повинна була виводити до 175 тонн на низьку навколоземну орбіту.

### Ураган
«Енергія II» (також звана «Ураган») проектувалася як повністю багаторазова. На відміну від базової модифікації «Енергії», яка була частково багаторазовою (як американський Спейс шаттл), конструкція «Урагану» дозволяла повертати всі елементи системи «Енергія» — «Буран», аналогічно концепції Space Shuttle. Центральний блок «Урагану» повинен був входити в атмосферу, планерувати і сідати на звичайний аеродром.

## Цікаві факти
- Дві чорні «шашечки» на борту ракети — точки лазерної телеметрії і корекції. Передстартова підготовка РН «Енергія» з ОК «Буран» при першій спробі запуску 29 жовтня 1988 р. була припинена приблизно за 50 сек до старту, оскільки пройшла команда АПП («аварійне припинення пуску») через нештатний відхід плати прицілювання (під чорними шашечками). У журналі «Техніка — молоді», присвяченому пуску, на обкладинці була намальована "Енергія" у польоті з не відстикованою платою прицілювання.
- Оскільки конструкція ракети не мала достатньої міцності для транспортування порожніх баків в горизонтальному положенні, у всіх випадках подібного транспортування, у тому числі і повітряного, баки знаходилися під тиском. На літаку-транспортувальнику була встановлена система наддуву.
- Водночас, характеристики міцності ракети і її система керування дозволили вивести ОК «Буран» в штормових умовах. На момент старту швидкість приземного вітру була 20 м/сек, а на висоті 20 км не менше 50 м/сек.
- Станом на 2015, РН «Енергія» є єдиною радянською та російською ракетно-космічною системою, яка принципово могла використовувати як пальне рідкий водень на всіх етапах виведення корисного навантаження на навколоземну орбіту.